# Sveno Ingemarsson Tiliander
Sven Ingemarsson Tiliander född 3 februari 1637 i Jonsboda i Vittaryds socken, död 26 juli 1710 i Pjätteryd var en svensk präst, botaniker och samlare av musikalier
Tiliander gifte sig i Vittaryd med kyrkoherdens dotter Dorothea Rubenia och hade med henne sönerna Nils (1673-1702?), Sven (död 1702) och Abiel, som efterträdde fadern som kyrkoherde i Pjätteryd, samt sex döttrar.
Vid inskrivningen vid Uppsala universitet i december 1664 angavs han vara från Växjö men han förekommer inte i stadens gymnasiematrikel. Dessförinnan hade han inskrivits vid universitetet i Königsberg i maj 1663. Under tiden där förvärvade han musikalier, vilka nu förvaras i Växjö stadsbibliotek. Det är unik begravnings- och bröllopsmusik för fem röster tryckt i Königsberg 1661-1663. De har bundits samman med Heinrich Albert, Arien 1-3, Königsberg 1638-1640. Handskrivna tillägg däri är daterade Avestafors 1666-1667. Tiliander vistades förmodligen som preceptor för myntmästaren Isaac Kocks (1667 adlad Cronström) son David som då var 11 år gammal och uppenbarligen hade ett fullständigt exemplar av Heinrich Alberts Arien. Denna volym torde ha ärvts av Tilianders son Nils (Nicolaus Svenonis Tiliander, 1693 student vid Lunds universitet, död som regementspastor i Kurland 1702?) vars son Carl torde skänkt den till gymnasiebiblioteket i Växjö.
Tiliander prästvigdes i Västerås 3 augusti 1667 till huspredikant hos generalguvernören över Bremen-Verden, Henrik Horn till Hässlö och vistades i Stade till 1673. Där lät han trycka en tysk grammatik, vilken trots titeln på latin är skriven på svenska. Eftersom han var intresserad av botanik lät han hemföra fröer till Sverige.
Ännu ett musiktryck i Växjö stadsbibliotek med signum Musik 1500-1600-tal 18:1-4  torde ha tillhört Tiliander, som kan ha förvärvat det under tiden i Stade. Det är fråga om ensemblemusik där stämhäftena har sammanbundits.  Tryckorterna sträcker sig från Östersjön till Bodensjön, tryckåren från 1643-1654. Innehållet består av vokal och instrumental taffelmusik, oden och madrigaler, soloarior och bröllopsmusik. Många verk är unika. Den mest kände tonsättaren är Andreas Hammerschmidt.
I Uppsala disputerade Tiliander först 1686, preses Johan Bilberg.